# Rozgonyi Péter
Rozgonyi Péter báró († Eger?, 1438. szeptember 8. után) magyar katolikus főpap.

## Élete
Rozgonyi László fia, Rozgonyi Simon († 1414) országbíró unokaöccse. 1401-ben székesfehérvári kanonok, 1402-ben önkényesen elfoglalta a hántai prépostságot. 1413-ban dömösi prépost, majd veszprémi kanonok és egri egyházmegyés pap. 1417. augusztus 15-én Zsigmond király kinevezte, november 26-án a veszprémi káptalan megválasztotta veszprémi megyés püspökké. Mivel széke előzőleg, 1411. június 2. és 1418. március 12. között betöltetlen volt XXIII. János ellenpápa Branda da Castiglione bíborost előbb kinevezte veszprémi adminisztrátorrá, ezért V. Márton pápa csak 1424. augusztus 5-én erősítette meg. Zsigmond király áthelyezte Egerbe, s ezt a pápa 1425. május 23-án megerősítette. 1430. július 13-án újraalapította a tatárdúlásban elpusztult egri Boldog Szűz Mária prépostságot, majd 1436. január 13-án újjászervezte az egri várban a Szent István prépostságot.

## Megjegyzés
A Magyar Archontológiában 1425. július 29.–1438. november 8. között tölti be az egri megyés püspöki széket.

## Helynökei
- Csázmai János Miklós kisprépost (1425–1437)
- János egri kanonok (1433–1435)
- Herman címzetes püspök (1436)[1]